# Luca Malisan
Luca Malisan est un coloriste italien de bande dessinée.

## Biographie
Luca Malisan est né en 1980 en Italie. Il poursuit des études d’informatique et développe en parallèle sa passion pour la bande dessinée, grâce à des cours dispensés par l’auteur italien David Toffolo. En 2004 il commence l’activité de coloriste avec Emanuele Tenderini et rencontre ensuite le dessinateur Andrea Mutti, avec lequel il entame une large collaboration. Il met en couleur de nombreuses séries dessinées par Mutti, comme Section Financière, S.A.S et Le Syndrome de Caïn.
Luca Malisan est le dessinateur deux tomes de In Vino Veritas sur un scénario de Corbeyran. Son premier album en tant que dessinateur, La Croisade des enfants, paraît chez Soleil en 2009 en collaboration avec Fabrice David. Dans le cadre du partenariat entre Glénat et les Éditions du patrimoine, Luca dessine les albums La Conjuration de Cluny et Les Amants de Carcassonne. En 2016, il lance en compagnie de Fabien Rodhain, Les Seigneurs de la Terre, une série sur l'agriculture moderne s'achevant en 2022 au sixième tome. En 2021, il publie avec Corbeyran chez Delcourt une nouvelle série policière : Flic à la PJ.

## Séries

### Le Chant des Stryges
- 13 Pouvoirs, Delcourt (collection Machination), France, 22 septembre 2010
Scénario : Éric Corbeyran - Dessin : Richard Guérineau - Couleurs : Luca Malisan -  (ISBN 978-2-7560-1550-7)
- 14 Enlèvements, Delcourt (collection Machination), France, 22 septembre 2010
Scénario : Éric Corbeyran - Dessin : Richard Guérineau - Couleurs : Luca Malisan -  (ISBN 978-2-7560-2463-9)

### Le Syndrome de Caïn
- 1 Projet Cold Fusion, Soleil Productions Terres Secrètes, France, janvier 2007
Scénario : Nicolas Tackian - Dessin : Andrea Mutti - Couleurs : Luca Malisan -  (ISBN 978-2-8494-6707-7)
- 2 Le Conseil des ombres, Soleil Productions Terres Secrètes, France, septembre 2007
Scénario : Nicolas Tackian - Dessin : Andrea Mutti - Couleurs : Luca Malisan -  (ISBN 978-2-8494-6941-5)
- 3 Les Frères d'Enoch, Soleil Productions Terres Secrètes, France, janvier 2008
Scénario : Nicolas Tackian - Dessin : Andrea Mutti - Couleurs : Luca Malisan -  (ISBN 978-2-3020-0067-4)
- 4 La Rose et la croix, Soleil Productions Terres Secrètes, France, juillet 2008
Scénario : Nicolas Tackian - Dessin : Andrea Mutti - Couleurs : Luca Malisan -  (ISBN 978-2-3020-0233-3)
- 5 Le Cartel, Soleil Productions Terres Secrètes, France, janvier 2009
Scénario : Nicolas Tackian - Dessin : Andrea Mutti - Couleurs : Luca Malisan -  (ISBN 978-2-3020-0483-2)
- 6 L'Œuvre au noir, Soleil Productions Terres Secrètes, France, octobre 2009
Scénario : Nicolas Tackian - Dessin : Andrea Mutti - Couleurs : Luca Malisan -  (ISBN 978-2-3020-0829-8)

### Les Seigneurs de la Terre
- 1. L'appel de Cérès, Glénat, France, 10 février 2016
Scénario : Fabien Rodhain - Dessin : Luca Malisan - Couleurs : Paolo Francescutto - (ISBN 978-2-344-00763-1)
- 2. To bio or not to bio, Glénat, France, 28 septembre 2016
Scénario : Fabien Rodhain - Dessin : Luca Malisan - Couleurs : Paolo Francescutto - (ISBN 978-2-344-01367-0)
- 3. Graines d'espoir, Glénat, France, 6 septembre 2017
Scénario : Fabien Rodhain - Dessin : Luca Malisan - Couleurs : Paolo Francescutto - (ISBN 978-2-344-02280-1)
- 4. Au nom du vivant !, Glénat, France, 29 août 2018
Scénario : Fabien Rodhain - Dessin : Luca Malisan - Couleurs : Paolo Francescutto - (ISBN 978-2-344-02845-2)
- 5. Science sans conscience..., Glénat, France, 19 août 2020
Scénario : Fabien Rodhain - Dessin : Luca Malisan - Couleurs : Aretha Battistutta - (ISBN 978-2-344-03658-7)
- 6. Résilience, Glénat, France, 23 février 2022
Scénario : Fabien Rodhain - Dessin : Luca Malisan - Couleurs : Aretha Battistutta - (ISBN 978-2-344-04303-5)

### Flic à la PJ
- 1. Go fast !, Delcourt, France, 18 août 2021
Scénario : Éric Corbeyran - Dessin : Luca Malisan - Couleurs : Chiara Zeppegno - (ISBN 978-2-4130-3679-1)
- 2. Arnaque, Crime et TVA, Delcourt, France, 18 août 2021
Scénario : Éric Corbeyran - Dessin : Luca Malisan - Couleurs : Chiara Zeppegno - (ISBN 978-2-4130-4253-2)